# 파로 (프로그래밍 언어)
파로(Pharo)는 고전적인 스몰토크-80 프로그래밍 언어와 런타임의 오픈 소스 크로스 플랫폼 구현체이다. 코그(Cog)라는 오픈스몰토크 가상머신(VM)에 기반을 두고 있으며(p. 16) 스몰토크-80과 유사한 문법을 갖추고 있고 동적, 반영, 객체 지향 프로그래밍 언어를 평가한다.
파로는 파로 시스템 구동에 필요한 모든 소프트웨어를 포함한 시스템 이미지로 컴파일된 소스 코드를 함께 포함하고 있다.:16
파로는 2008년 3월자 스퀵 v3.9에서 포크(fork)한 것이다.:10

## 같이 보기
- 스퀵